# Santa Águeda (Arenas de Iguña)
Santa Águeda es una localidad del municipio de Arenas de Iguña (Cantabria, España). En el año 2024 esta localidad contaba con una población de 8 habitantes (INE). Se sitúa a 450 metros sobre el nivel del mar y su denominación proviene de una ermita del siglo XVI.